# Metro van Athene
De metro van Athene (Grieks: Μετρό Αθήνας', Metro Athinas) is een metronetwerk in de Griekse hoofdstad Athene. Het netwerk kent drie lijnen. De metro is aangelegd en in eigendom van Attiko Metro S.A. (Grieks: Αττικό Μετρό Α.Ε.).
Het metronetwerk wordt aangevuld door de Proastiakos, een stedelijke spoorlijn (in tegenstelling tot de landelijke spoorlijnen van de OSE (Griekse staatsspoorwegen)). Ook is in de periode rond 2004 het tramnetwerk heropend.
De metro is voor buitenlanders toegankelijk aangezien de aankondigingen ook in het Engels gebeuren en de namen van de stations mede in het Latijnse alfabet worden weergegeven.

## Lijn 1
De eerste metrolijn in Griekenland kent een lange geschiedenis. Deze gaat terug tot 1869, toen de eerste spoorweg van het land werd geopend. De lijn was acht kilometer lang en liep tussen Athene en de havenstad Piraeus, nu onderdeel van de Atheense agglomeratie. 
In 1904 werd het ook de eerste spoorlijn in Griekenland die geëlektrificeerd werd. In 1957 werd de lijn ondergronds verlengd door het centrum en omgebouwd tot een volledige metrolijn. Het eindpunt Kifissia kwam ten noordoosten van het centrum te liggen.
De lijn heeft een lengte van 26 kilometer, waarvan 3 kilometer ondergronds. Hoewel het een volledige metrolijn is, zijn sporen van haar geschiedenis nog terug te zien. Dit is vooral duidelijk bij het eindpunt in Piraeus, dat de uitstraling heeft van een groot ouderwets treinstation.

## Lijn 2 en 3
In de jaren 90 werd besloten het metronetwerk uit te breiden. Besloten werd twee nieuwe lijnen aan te leggen. De exploitatie werd gegund aan een speciaal hiervoor opgericht bedrijf, Attiko Metro. 
De aanleg van lijn 2 begon in 1996, maar werd stilgelegd in 1997 na problemen met de bouw. Uiteindelijk werd de lijn in 2000 geopend. De lijn loopt noord-zuid door het centrum. De lijn kruist lijn 1 bij station Omonia en ook bij station Attiki kan op lijn 1 worden overgestapt. Op station Larissis kan overgestapt worden op de treinen van de OSE (Griekse nationale spoorwegen) en de Proastiakos.
Lijn 3 werd in 2003 geopend, aanvankelijk met Syntagma als westelijk en Ethniki Amyna als oostelijk eindstation; in juli 2020 werd de westelijke tak van de lijn doorgetrokken naar Nikaia. De lijn loopt over Monastiraki, waar overgestapt kan worden op lijn 1 en Syntagma, waar aansluiting bestaat op lijn 2. De lijn loopt daarna verder in noordoostelijke richting naar de luchthaven van Athene.

## Toekomstige uitbreidingen
Lijn 2 wordt met 1,4 km verlengd naar het noorden en 5,4 km naar het zuiden.
Lijn 3 is verlengd  naar het zuiden met nog drie  stations, met als eindpunt het centrum van Piraeus.
Verder zijn er nog plannen voor een vierde lijn, die hoofdzakelijk in een U-vorm tussen de lijnen 1 en 3 moet komen te liggen.